# Natație la Jocurile Olimpice de vară din 2020 - 4x200 m liber (masculin)
Proba de 4x200 de metri liber masculin de la Jocurile Olimpice de vară din 2020 a avut loc în perioada 27-28 iulie 2021 la Tokyo Aquatics Centre.

## Recorduri
Înaintea acestei competiții, recordurile mondiale și olimpice erau următoarele:
| Record  | Atlet                            | Timp    | Loc            | Data           |
| ------- | -------------------------------- | ------- | -------------- | -------------- |
| Mondial | Statele Unite ale Americii (USA) | 6:58,55 | Roma, Italia   | 31 iulie 2009  |
| Olimpic | Statele Unite ale Americii (USA) | 6:58,56 | Beijing, China | 13 august 2008 |

## Program
Orele sunt ora Japoniei (UTC+9) 
| Data                    | Timp  | Etapă      |
| ----------------------- | ----- | ---------- |
| Marți, 27 iulie 2021    | 19:58 | Calificări |
| Miercuri, 28 iulie 2021 | 12:26 | Finala     |

## Rezultate

### Calificări
Echipele cu cei mai buni 8 timpi s-au calificat în finală.
| Loc | Serie | Culoar | Țară                       | Înotători | Timp    | Note  |
| --- | ----- | ------ | -------------------------- | --- | ------- | ----- |
| 1   | 2     | 3      | Marea Britanie             | Matthew Richards (1:46,35) James Guy (1:44,66) Calum Jarvis (1:45,53) Thomas Dean (1:46,71)                    | 7:03,25 | C     |
| 2   | 2     | 4      | Australia                  | Alexander Graham (1:45,72) Mack Horton (1:47,51) Elijah Winnington (1:46,19) Zac Incerti (1:45,58)             | 7:05,00 | C     |
| 3   | 1     | 5      | Italia                     | Stefano Di Cola (1:47,00) Matteo Ciampi (1:45,64) Marco De Tullio (1:46,78) Filippo Megli (1:45,63)            | 7:05,05 | C     |
| 4   | 1     | 4      | COR                        | Mikhail Dovgalyuk (1:46,56) Aleksandr Krasnykh (1:46,78) Ivan Girev (1:45,71) Mikhail Vekovishchev (1:46,11)   | 7:05,16 | C     |
| 5   | 2     | 5      | Statele Unite ale Americii | Drew Kibler (1:46,12) Andrew Seliskar (1:46,17) Patrick Callan (1:47,12) Blake Pieroni (1:46,21)               | 7:05,62 | C     |
| 6   | 1     | 7      | Elveția                    | Antonio Djakovic (1:46,41) Nils Liess (1:47,23) Noè Ponti (1:47,11) Roman Mityukov (1:45,84)                   | 7:06,59 | C, RN |
| 7   | 2     | 2      | Germania                   | Lukas Märtens (1:47,27) Poul Zellmann (1:45,80) Henning Mühlleitner (1:48,11) Jacob Heidtmann (1:45,58)        | 7:06,76 | C     |
| 8   | 2     | 6      | Brazilia                   | Luiz Altamir Melo (1:48,01) Fernando Scheffer (1:46,09) Murilo Sartori (1:46,76) Breno Correia (1:46,87)       | 7:07,73 | C     |
| 9   | 1     | 3      | China                      | Ji Xinjie (1:47,14) Hong Jinquan (1:48,17) Zhang Ziyang (1:46,89) Wang Shun (1:46,07)                          | 7:08,27 |       |
| 10  | 1     | 1      | Israel                     | Denis Loktev (1:46,64) Daniel Namir (1:47,41) Tomer Frankel (1:48,19) Gal Cohen Groumi (1:46,41)               | 7:08,65 |       |
| 11  | 1     | 6      | Franța                     | Jordan Pothain (1:47,30) Hadrien Salvan (1:48,09) Enzo Tesic (1:46,84) Jonathan Atsu (1:46,65)                 | 7:08,88 |       |
| 12  | 2     | 7      | Japonia                    | Konosuke Yanagimoto (1:48,50) Katsuhiro Matsumoto (1:45,35) Kosuke Hagino (1:47,90) Kotaro Takahashi (1:47,78) | 7:09,53 |       |
| 13  | 2     | 1      | Coreea de Sud              | Lee Yoo-yeon (1:49,55) Hwang Sun-woo (1:48,88) Kim Woo-min (1:49,24) Lee Ho-joon (1:47,36)                     | 7:15,03 |       |
| 14  | 2     | 8      | Irlanda                    | Jack McMillan (1:46,66) Finn McGeever (1:48,46) Brendan Hyland (1:51,28) Shane Ryan (1:49,08)                  | 7:15,48 |       |
| 15  | 1     | 8      | Polonia                    | Kacper Majchrzak (1:49,32) Jakub Kraska (1:47,94) Kamil Sieradzki (1:50,44) Radosław Kawęcki (1:51,21)         | 7:18,91 |       |
| 16  | 1     | 2      | Ungaria                    | Balázs Holló (1:47,41) Gabor Zombori (1:47,27) Dominik Kozma Richárd Márton                                    | DS      |       |

### Finala
| Loc | Culoar | Țară                       | Înotători                                                                                                | Timp    | Note            |
| --- | ------ | -------------------------- | --- | ------- | --------------- |
| 1   | 4      | Marea Britanie             | Thomas Dean (1:45,72) James Guy (1:44,40) Matthew Richards (1:45,01) Duncan Scott (1:43,45)              | 6:58,58 | Record european |
| 2   | 6      | COR                        | Martin Malyutin (1:45,69) Ivan Girev (1:45,63) Evgeny Rylov (1:45,26) Mikhail Dovgalyuk (1:45,23)        | 7:01,81 |                 |
| 3   | 5      | Australia                  | Alexander Graham (1:46,00) Kyle Chalmers (1:45,35) Zac Incerti (1:45,75) Thomas Neill (1:44,74)          | 7:01,84 |                 |
| 4   | 2      | Statele Unite ale Americii | Kieran Smith (1:44,74) Drew Kibler (1:45,51) Zach Apple (1:47,31) Townley Haas (1:44,87)                 | 7:02,43 |                 |
| 5   | 3      | Italia                     | Stefano Ballo (1:45,77) Matteo Ciampi (1:45,88) Filippo Megli (1:45,33) Stefano Di Cola (1:46,26)        | 7:03,24 |                 |
| 6   | 7      | Elveția                    | Antonio Djakovic (1:45,77) Nils Liess (1:47,74) Noè Ponti (1:46,93) Roman Mityukov (1:45,68)             | 7:06,12 | Record național |
| 7   | 1      | Germania                   | Lukas Märtens (1:46,68) Poul Zellmann (1:46,30) Henning Mühlleitner (1:48,04) Jacob Heidtmann (1:45,49)  | 7:06,51 |                 |
| 8   | 8      | Brazilia                   | Fernando Scheffer (1:45,93) Murilo Sartori (1:46,09) Breno Correia (1:48,11) Luiz Altamir Melo (1:48,09) | 7:08,22 |                 |